# Lagós
Lagós är en ort i Grekland.   Den ligger i prefekturen Nomós Évrou och regionen Östra Makedonien och Thrakien, i den nordöstra delen av landet, 400 km nordost om huvudstaden Aten. Lagós ligger 104 meter över havet och antalet invånare är 1 536.
Terrängen runt Lagós är platt. Runt Lagós är det ganska tätbefolkat, med 70 invånare per kvadratkilometer. Närmaste större samhälle är Orestiáda, 8,1 km nordost om Lagós. Trakten runt Lagós består till största delen av jordbruksmark.